# 세비야의 행진과 투우 풍경
《세비야의 행진과 투우 풍경》(Procession à Séville et scènes de corrida)는 1898년에서 1899년에 촬영된 것으로 추정되는 프랑스의 단편 무성영화로, 뤼미에르 형제가 제작하였다.
 스페인 세비야에서 시네마토그래프로 촬영하였다.

## 상세
《세비야의 행진과 투우 풍경》은 19세기 말 스페인의 성주간 전통 축제를 담아낸 작품이다. 세비야의 축제 행진 풍경과 투우 경기를 담아내 당시의 모습을 집작할 수 있다. 부활절 전 주에서 이뤄지는 세비야 성주간 축제의 행진을 먼저 보여준 뒤, 바로 투우 경기로 넘어가는데 말을 탄 투우사가 소를 무찌르는 모습이 고스란히 담겼다.
영화 제작에는 이제 막 발명되어 쓰이기 시작하던 시네마토그래프가 활용되었으며, 뤼미에르 형제는 세계 각지를 다니며 다양한 풍경을 영화로 담는 활동을 벌이고 있었다. 당시 형제가 가장 많이 찾은 곳은 자국 프랑스와 스페인이었으며, 세비야에서 촬영된 것이 이 작품이다. 《세비야의 행진과 투우 풍경》은 스페인의 성주간 축제를 최초로 담아낸 영상이기도 하다.
제작 당시 1000본을 배포하였으며, 나중에는 뤼미에르 형제의 단편 46편과 더불어 16mm 필름과 비디오카세트로도 출시되었다. 훗날 미국 국회도서관과 유네스코의 세계 디지털 도서관에 소장되었으며, 인터넷을 통해 디지털 형식 비디오로 공개되고 있다.